# European Club Championship Canoe Polo
Die European Club Championships Canoe Polo sind die jährlich stattfindende Europameisterschaft für Vereinsmannschaften im Kanupolo. Sie sind nicht zu verwechseln mit den Europameisterschaften im Kanupolo für Nationalmannschaften. Veranstalter ist der Europäische Kanuverband.

## Teilnehmer
Jeder nationale Verband kann zwei Teams melden. Diese müssen entweder in der nationalen Meisterschaft oder im nationalen Pokal (die Entscheidung trifft der Landesverband) Platz 1 oder 2 belegt haben. Können oder wollen diese Mannschaften nicht teilnehmen, können die Nächstfolgenden nachrücken. Maximal können 20 Herren- und 20 Damenteams teilnehmen.

## Wettbewerb
Der Wettbewerb findet an einem Wochenende im September oder Oktober statt und besteht aus einer Gruppenphase, gefolgt von Ausscheidungsspielen und den Final- und Platzierungsspielen. Mannschaften aus demselben Land starten immer in unterschiedlichen Gruppen.

## Bisherige Meisterschaften
| Jahr | Ort                  | Herren                                           | Damen                    |
| ---- | -------------------- | ------------------------------------------------ | ------------------------ |
| 2001 | Acigné               | 1. Meidericher KC Duisburg                       | C-K.C. Saint Omer        |
| 2002 | Neapel               | Posillipo                                        | C-K.C. Saint Omer        |
| 2003 | Ypern                | Deventer KV                                      | C-K.C. Saint Omer        |
| 2004 | Liverpool            | Deventer KV                                      | C-K.C. Acigne            |
| 2005 | Acigné               | Deventer KV                                      | Posillipo                |
| 2006 | Madrid               | Circolo Nautico                                  | Friends of Allonby       |
| 2007 | Bologna              | Deventer KV                                      | Göttinger PC             |
| 2008 | Bologna              | Deventer KV                                      | FOAX Liverpool           |
| 2009 | Saint-Omer           | Deventer KV                                      | FOAX Liverpool           |
| 2010 | Essen                | Deventer KV                                      | Posillipo                |
| 2011 | Helmond              | A.S.E.V Condé sur Vire                           | FOAX Liverpool           |
| 2012 | Duisburg             | Montpellier Université Club Canoë Kayak          | KC Nord-West Berlin      |
| 2013 | Bologna              | Montpellier Université Club Canoë Kayak          | Göttinger PC             |
| 2014 | Saint-Omer           | Rote Mühle Essen                                 | C.D C-K Loire-Atlantique |
| 2015 | Kaniów               | Base de loisirs de canoë-kayak de Condé-sur-Vire | Göttinger PC             |
| 2016 | Burriana             | Rote Mühle Essen                                 | Göttinger PC             |
| 2017 | Essen                | Rote Mühle Essen                                 | C.D C-K Loire-Atlantique |
| 2018 | Nottingham           | Pro Scogli Chiavari                              | FOAX Liverpool           |
| 2019 | Catania              | Pro Scogli Chiavari                              | PSC Catania              |
| 2020 | abgesagt             |                                                  |                          |
| 2021 | Duisburg             | Montpellier Université Club Canoë Kayak          | CC Avranches             |
| 2022 | Belfast              | Pro Scogli Chiavari                              | PSC Catania              |
| 2023 | Arcos de la Frontera | 1.Meidericher KC Duisburg                        | CC Avranches             |